# Phenomenon Edition
Phenomenon Edition es el sexto álbum de estudio del artista Redimi2. Este trabajo cuenta con la colaboración de Tercer Cielo, Iván & AB, Maso, y su esposa Daliza.
En este álbum interpreta junto a su esposa Daliza, la canción «Volví a enamorarme», inspirada en su hija Samantha Kate.

## Lista de canciones
| N.º | Título                                      | Escritor(es)                                | Productor(es)                               | Duración |  |
| 1.  | «Intro Fenómeno»                            | Willy González                              | Jetson "El Supersónico"                     | 4:52     |  |
| 2.  | «Ruge»                                      | González                                    | Stereophonics                               | 4:22     |  |
| 3.  | «Yo Seré Tu Sol» (con Tercer Cielo)         | González, Juan Carlos Rodríguez             | Juan Carlos Rodriguez                       | 3:31     |  |
| 4.  | «Embute»                                    | González                                    | StereoPhonics, Helton DJ                    | 3:23     |  |
| 5.  | «Me Amas» (con Iván & AB)                   | González, Iván Rodríguez, Abraham Rodríguez | Chuelo, Escobar                             | 4:42     |  |
| 6.  | «Anormales» (con Maso)                      | González, Tomás Otero                       | Jetson "El Supersónico"                     | 4:01     |  |
| 7.  | «Él Es El Rey»                              | González                                    | Helton DJ                                   | 4:13     |  |
| 8.  | «Volví a Enamorarme» (con Daliza)           | González                                    | StereoPhonics                               | 3:28     |  |
| 9.  | «Me Amas (Versión Bachata)» (con Iván & AB) | González, Iván Rodríguez, Abraham Rodríguez | Escobar                                     | 4:18     |  |
| 10. | «Bad Man»                                   | González                                    | Stack & DJ Génesis, Jetson "El Supersónico" | 3:27     |  |
| 11. | «Amor Amor»                                 | González                                    | StereoPhonics                               | 3:43     |  |
| 12. | «Mis Mejores Navidades» (con Daliza)        | González                                    | Chuelo, Escobar                             | 3:23     |  |